# Acrepidopterum capilosum
Acrepidopterum capilosum är en skalbaggsart som beskrevs av Martins och Maria Helena M. Galileo 2008. Acrepidopterum capilosum ingår i släktet Acrepidopterum och familjen långhorningar.
Artens utbredningsområde är Honduras. Inga underarter finns listade i Catalogue of Life.